# Grimm Rezső
Grimm Rezső (Pest, 1832. december 13. – Budapest, 1885. március 6.) magyar festő és grafikus.

## Életpályája
Tanulmányait Pesten kezdte a rajziskolában, ahol Landau Alajos volt a tanára. Ösztöndíjjal Marastoni Jakab festőakadémiájára került. Az akadémia után Bécsben folytatta tanulmányait, ahol K. Ralh növendéke volt. Az 1860-as években Pesten alkotott. Kecskeméten, Körmöcbányán és Pécsen rajztanár volt.
Bécsben olajfestményeket és kőrajzokat készített. Nevét kőrajzai tették ismertté. Pályafutásának viszonylag korán véget vetett súlyos idegbaja. Művei a Magyar Nemzeti Galéria és a Történeti Múzeum birtokában vannak.
Sírja a Kerepesi temető 41. parcellájában volt.

## Festményei
- Csendélet szőlővel
- Androméda
- Gyümölcscsendélet
- Bacchansnő
- Mitológiai jelenet
- Önarckép
- Hugó Károly
- Alvó bacchansnő
- Rákóczi Rodostóban
- A mohácsi csata (1857)
- Deák Ferenc (1861)
- Magyar írónők arczképcsarnoka (1862)
- MARIA AM LESEPULT (1866)
- Csendélet (1869)
- Damenportrat (1870)

## Galéria
- Rákóczi Rodostóban
- A mohácsi csata (1857)
- Deák Ferenc (1861)
- Magyar írónők arczképcsarnoka (1862)